# Никола Черкезов
Никола Тодоров Черкезов е български офицер, генерал-лейтенант.

## Биография
Роден е на 18 септември 1927 г. в бургаското село Екзарх Антимово. От 12 юни 1951 г. е старши разузнавач, а от 21 февруари 1953 г. е началник на Държавна сигурност в община Карнобат. От 15 декември 1955 до 11 януари 1958 г. е изпълняващ длъжността началник на Околийското управление на МВР в Карнобат, а от 11 януари 1958 е негов началник. От 12 септември 1962 г. е началник на отделение във II Управление на ДС. Между 19 февруари 1964 и юли 1965 е заместник-началник на отдел в МВР. От юли 1965 до 12 февруари 1968 г. е заместник-началник на отдела в Държавна сигурност. През април 1967 г. започва 5-месечен курс в школата на КГБ. От 12 февруари 1958 до февруари 1969 г. е началник на отдел, а след това до 26 октомври 1971 г. е началник на отдел в МВР. В периода 26 октомври 1971 – 29 декември 1973 г. е заместник-началник на VI Управление на Държавна сигурност. Между 29 декември 1973 и 1981 г. е началник на Окръжното управление на МВР в Бургас. След това е началник на Инспектората на МВР. (1981-1990). Награждаван е с орден „Народна република България“ – I степен за принос към Възродителния процес.